# Bucephalandra
Bucephalandra es un género de plantas con flores perteneciente a la familia Araceae. Tiene dos especies llamadas Bucephalandra gigantea y Bucephalandra motleyana. Todos ellos son plantas acuáticas de Borneo.  Bucephalandra se encuentran en grupos densos sobre las piedras en los arroyos.
Bucephalandra: nombre del género que deriva de la palabra griega para la cabeza de toro debido a sus anteras en forma de cuernos. 

## Taxonomía
El género fue descrito por Heinrich Wilhelm Schott y publicado en Genera Aroidearum exposita 56. 1858.  La especie tipo es: Bucepholandra motteyana

## Especies
- Bucephalandra gigantea
- Bucepholandra motteyana